# Yanshan (ort i Kina, Sichuan Sheng, lat 32,16, long 106,80)
Yanshan (kinesiska: 燕山) är en ort i Kina. Den ligger i provinsen Sichuan, i den sydvästra delen av landet, omkring 310 kilometer nordost om provinshuvudstaden Chengdu. Antalet invånare är 6 931. Befolkningen består av 3 354 kvinnor och 3 577 män. Barn under 15 år utgör 23,0 %, vuxna 15-64 år 65 %, och äldre över 65 år 11,0 %.
Runt Yanshan är det ganska tätbefolkat, med 172 invånare per kvadratkilometer. Närmaste större samhälle är Dongyu, 16,7 km norr om Yanshan. I omgivningarna runt Yanshan växer i huvudsak blandskog.
Genomsnittlig årsnederbörd är 1 375 millimeter. Den regnigaste månaden är juli, med i genomsnitt 309 mm nederbörd, och den torraste är december, med 3 mm nederbörd.